# Ohrensen
Ohrensen ist ein Ortsteil der Gemeinde Bargstedt im Landkreis Stade (Niedersachsen).

## Geographie

### Geographische Lage
Ohrensen liegt auf der Stader Geest. Die Bäche Rehrfeldgraben und Tiefenbach fließen durch den Ort und münden etwas später in der Aue. Der höchste Punkt des Ortes liegt im Osten, der Romberg, mit 37,7 m NHN.

### Nachbarorte
|           | Lusthoop                                    | Issendorf |
| Bargstedt | Kompassrose, die auf Nachbargemeinden zeigt |           |
|           |                                             | Harsefeld |

## Geschichte
Eine urgeschichtliche Besiedlung ist durch das Großsteingrab Ohrensen belegbar. Am 11. Januar 1105 wurde Ohrensen durch Adela von Katlenburg vom Kloster Katlenburg als Ordensen erstmals urkundlich erwähnt. Aufgrund von Machtkämpfen der adeligen Herrschaft entstand um 1200 am Tiefenbach in Ohrensen die Ohrensburg. Am 17. Juli 1664 wurde die Walkmühle am Tiefenbach erstmals urkundlich erwähnt. Sie wurde über Jahrhunderte von der Familie Hagedorn gepachtet. Durch ein schweres Unwetter 1907 konnte sie nicht mehr betrieben werden.
Im Ersten Weltkrieg sind sieben Soldaten aus Ohrensen gefallen, im Zweiten Weltkrieg siebzehn. Heute gehört die Mühle dem Landkreis Stade und wird als Jugendeinrichtung genutzt. 2005 feierte Ohrensen sein 900-jähriges Jubiläum.

### Regionale Zugehörigkeit
Vor 1885 gehörte Ohrensen zur Börde Bargstedt im Amt Harsefeld, nach 1885 zum Kreis Stade und seit 1932 zum heutigen Landkreis Stade. Im Zuge der Gemeindereform wurde Ohrensen zum 1. Juli 1972 nach Bargstedt eingemeindet.

### Religion
Ohrensen ist evangelisch-lutherisch geprägt und gehört zum Kirchspiel der Kirche St. Primus in Bargstedt.

## Politik

### Wappen
Blasonierung: Das Wappen von Ohrensen weist auf blauem Grund im Schildfuß einen großen Berg und in der Mitte zwei gekreuzte silberne Schwertblätter und vier goldene Rosenblüten.
Bedeutung: Die Schwertblätter stehen für das sächsische Schwert, das Martin Mushard vor über 300 Jahren gefunden hat. Die Rosenblüten stammen aus dem Wappen von Harsefeld. Der Berg im Schildfuß steht für den Wall der Ohrensburg und der blaue Hintergrund ist dem Stader Wappen entnommen.
Das jetzige Wappen ist vom Heraldiker Horst Scheffler 2005 gestaltet worden. Davor hatte Ohrensen auch schon ein Wappen, das als Symbol für die Ohrensburg ein Wehrturm und eine Palisade gezeigt hat. Jenes ist aber abgelehnt worden, da über das Aussehen der Ohrensburg nichts bekannt ist und sie wahrscheinlich keine Wehrtürme und Palisaden hatte.

## Kultur

### Museen
- Oldtimer-Trecker-Museum Ohrensen

### Vereine
- Freiwillige Feuerwehr
- Laienspielgruppe Ohrensen (gegr. 1965)

### Sehenswürdigkeiten

#### Denkmalgeschützte Baudenkmale
- Walkmühle Ohrensen
- Harsefelder Straße 18: Ehem. Schulhaus mit Nebengebäude
- Harsefelder Straße 23: Wohnhaus
- Hauptstraße 22: Wohn-/Wirtschaftsgebäude

#### Denkmäler
Ein Denkmal für die Gefallenen aus den beiden Weltkriegen steht beim Friedhof. Weiterhin wird dort auch sieben Gefallenen aus den Ostgebieten gedacht, deren Angehörigen nach dem Krieg in Ohrensen heimisch wurden.

## Wirtschaft und Infrastruktur

### Wirtschaft
Vor Ort befindet sich das größte Solebergwerk Europas. Dort wird von der DOW Stade Sole abgebaut, die in einer 25 km langen Rohrleitung nach Stade ins Werk zur Weiterverarbeitung transportiert wird.

### Verkehr
Durch den Ort führt die L 123, die im Nordosten über Issendorf nach Horneburg und im Südwesten nach Bargstedt führt. 1 km östlich des Ortes kreuzt sich die L 123 mit der L 124, die im Süden über die Aue nach Harsefeld und im Norden zur Kreisstadt Stade führt. Kleinere Straßen führen auch nach Lusthoop und Frankenmoor.